# علاقات خاصة (فلم)
علاقات خاصة فيلم مصري من إنتاج 2007، بطولة أحمد فلوكس، سارة بسام، يوسف حايك، سمر عبد العزيز، أميرة فتحي، أحمد نور، آية حميدة، تتيانا. الفيلم من إخراج إيهاب لمعي، وتأليف نبيل عزت.

## قصة الفيلم
تدور قصة الفيلم حول ثلاثة شباب لكل حياته العملية الخاصة، الأول يدعى جورج وهو مدرس لغة فرنسية، والثاني يدعى أحمد وهو موظف بالبورصة، والثالث مدحت وهو مدير لشركة، ولكل من الثلاثة حياته الخاصة، وكل واحد يسعى لأن يرتبط بفتاة جميلة لكى يعيش معها حياته، فالأول يريد أن يرتبط بفتاة يدرسها في صفه، والثاني يريد أن يرتبط بفتاة يراها دائماً في الكافيه، أما الثالث فهو متزوج، وتحصل له مشاكل مع زوجته التي تدعى "رشا"، ويحاول أن يعود لها من جديد.

## الممثلون
- أحمد فلوكس
- ساره بسام
- يوسف حايك
- سمر عبد العزيز
- أميرة فتحي
- أحمد نور
- آيه حميدة
- تتيانا
- ماجدة الخطيب
- إدوارد
- خالد سرحان
- عمرو واكد
- حنان ترك
- تامر عبد المنعم
- سامح أبو الغار

## روابط خارجية
- مقالات تستعمل روابط فنية بلا صلة مع ويكي بيانات